# Abu Sufiane ibne Harbe
Saquir ibne Harbe ibne Omaia ibne Abde Xemece ibne Abde Manafe (em árabe:  صخر بن أمية بن عبد شمس بن عبد مناف; romaniz.: Sakhr ibn Harb ibn Umayya ibn Abd-Xams ibn Abd-Manaf), mais conhecido como Abu Sufiane ibne Harbe (em árabe: أبو سفيان بن حرب; romaniz.: Abu Sufyan ibn Harb) ou simplesmente Abu Sufiani, ou ainda pela cúnia Abu-Handala (أبو حنظلة) foi o líder da tribo árabe dos Coraixitas de Meca, onde nasceu na década de 560 (em 1 de setembro de 560 segundo algumas fontes, c. 565 segundo outras) e morreu em 652 ou 653 (2 de agosto de 652 segundo algumas fontes).
Foi um firme oponente do profeta Maomé antes de se ter convertido ao Islão. A sua mãe, Safia, era a tia paterna de Maimuna binte Alharite, uma das esposas de Maomé (al-Mu'mineen; "mães dos crentes").

## Biografia

### Oposição ao Islão
Abu Sufiane era o chefe do clã  Banu Abd-Shams da tribo dos Coraixitas, o que fazia dele um dos homens mais poderosos de Meca. Via Maomé como uma ameaça à ordem social da cidade, um homem com ambições de poder político e um blasfemo dos deuses coraixitas.
O irmão de Abu Sufiane, Musabe, esteve entre o grupo de muçulmanos que fugiu para a Abissínia para escapar às perseguições em Meca, um episódio conhecido na história islâmica como Pequena Hégira, ou Primeira Migração para a Abissínia.

### Conflito militar com Maomé
Após a fuga de Maomé e de outros muçulmanos para Medina em 622 (Hégira), os Coraixitas confiscaram os bens que eles tinham deixado para trás. Durante esse tempo, as caravanas de Meca eram acompanhadas por escoltas militares de força variável.
Devido à hospitalidade com que Maomé foi recebido em Medina, os habitantes de Meca recearam a crescente influência dos muçulmanos e por isso empenharam-se em salvaguardar as suas rotas comerciais eliminando a religião islâmica. Os muçulmanos de Medina estavam cientes dessas atividades e começaram a preparar a sua defesa.
Em 624, Abu Sufiane foi nomeado líder duma caravana que foi escoltada por uma força de 400 a 500 soldados. Uma força de 300 homens mal armados de Maomé foi ao seu encontro. Supostamente, Deus revelou a Maomé e ao seu povo que agora tinham permissão para se defenderem, em vez de continuarem a ser perseguidos pelos de Meca. Os muçulmanos acabaram por entrar em combate com um exército de Meca com mil homens na batalha de Badr, que se saldou numa vitória dos muçulmanos na qual morreram a maior parte dos líderes coraixitas. Estas mortes fizeram de Abu Sufiane o líder de Meca, mas também assinalou o cumprimento duma profecia.
Abu Sufiane foi o comandante militar das últimas campanhas contra Medina, incluindo a batalha de Uude em 625 e a batalha da Trincheira em 627, mas não logrou alcançar uma vitória final. Ambas as partes acabaram por acordar um armistício em 628, o Tratado de Hudaibia, pelo qual os muçulmanos eram autorizados a fazer peregrinações à Caaba.

### Conquista muçulmana de Meca
Quando o armistício foi violado em 630 por aliados dos Coraixitas, Maomé avançou para libertar Meca da autoridade não muçulmana. Percebendo que o balanço de forças estava agora a favor de Maomé e que os Coraixitas não eram suficientemente fortes para impedir os muçulmanos de conquistar Meca, Abu Sufiane foi a Medina para tentar restabelecer o tratado. As partes não chegaram a acordo e Abu Sufiane regressou a Meca com as mãos vazias. Apesar de tudo, estes esforços asseguraram que a conquista ocorresse sem batalhas ou derramamento de sangue. Maomé perdoou a esposa de Abu Sufiane, Hinde binte Utba, que alegadamente teria mastigado o fígado de Hâmeza ibne Abdal Mutalibe, tio de Maomé, durante a batalha de Uude.
Abu Sufiane fez várias vezes o caminho entre Meca e Medina, ainda tentando chegar a um acordo. Segundo algumas fontes, para essa tarefa contou com o apoio do tio de Maomé, Alabas, mas alguns estudiosos consideram que os historiadores que viveram sob o governo dos descendentes de Alabás, os Abássidas, tenham menorizado o papel de Abu Sufiane, o qual era antepassado dos Omíadas, inimigos dos Abássidas.

### Últimos anos
Depois da conquista de Meca, Abu Sufiane combateu como um dos tenentes de Maomé nas guerras subsequentes. Durante o cerco de Taife, em 630, perdeu um olho. Quando Maomé morreu era governador de Najrã.
Também combateu na grande batalha de Jarmuque, em 634, contra os Bizantinos, na qual perdeu o outro olho. Teve um papel de relevo nas guerras islâmicas, sendo o naqeeb (chefe de estado-maior) do exército muçulmano. Combateu sob o comando do seu filho Iázide ibne Abi Sufiane.
Abu Sufiane morreu com 90 anos no início da década de 650. O seu parente Otomão, que se tinha tornado o terceiro califa em 644, dirigiu a oração funerária sobre o seu túmulo.

## Legado
O filho de Abu Sufiane Moáuia foi o fundador da dinastia Omíada, a primeira dinastia muçulmana que governou o mundo islâmico durante quase um século, de 661 a 750. O filho de Moáuia, Iázide, sucedeu-lhe como califa.
A sua filha Ramla (ou Um Habiba Ramla), começou por casar com Ubaide Alá ibne Jaxe, com quem fugiu para a Abissínia para escapar às perseguições aos muçulmanos. Devido ao seu marido se ter convertido ao cristianismo na Abissínia, divorciou-se dele e viria a casar com Maomé.